# Palmetto Estates
Palmetto Estates és una concentració de població designada pel cens dels Estats Units a l'estat de Florida. Segons el cens del 2000 tenia 13.675 habitants.

## Demografia
Segons el cens del 2000, Palmetto Estates tenia 13.675 habitants, 4.054 habitatges, i 3.344 famílies. La densitat de població era de 2.490,5 habitants/km².
Dels 4.054 habitatges en un 45,8% hi vivien nens de menys de 18 anys, en un 55,9% hi vivien parelles casades, en un 20,7% dones solteres, i en un 17,5% no eren unitats familiars. En el 13,7% dels habitatges hi vivien persones soles el 3,5% de les quals corresponia a persones de 65 anys o més que vivien soles. El nombre mitjà de persones vivint en cada habitatge era de 3,35 i el nombre mitjà de persones que vivien en cada família era de 3,66.
Per edats la població es repartia de la següent manera: un 31,2% tenia menys de 18 anys, un 9,1% entre 18 i 24, un 30,2% entre 25 i 44, un 22,1% de 45 a 60 i un 7,5% 65 anys o més.
L'edat mediana era de 33 anys. Per cada 100 dones de 18 o més anys hi havia 88,8 homes.
La renda mediana per habitatge era de 48.338 $ i la renda mediana per família de 49.565 $. Els homes tenien una renda mediana de 31.440 $ mentre que les dones 26.921 $. La renda per capita de la població era de 16.701 $. Entorn del 7,8% de les famílies i el 10,9% de la població estaven per davall del llindar de pobresa.

## Poblacions més properes
El següent diagrama mostra les poblacions més properes.